# Plan orbito-méatal
Le plan orbito-méatal (avec ou sans trait d’union) est par convention le plan horizontal de référence en imagerie médicale crânienne (radiologie mais aussi scanner et IRM).
Il passe par le canthus externe (point le plus externe de la commissure formée par les paupières) et le centre du conduit auditif externe ,.
En pratique, pour décrire l’incidence d’un cliché crânien on mesure l’angle formé par un point particulier du patient (point d'entrée ou de sortie du rayon directeur) et le plan orbitoméatal.
Il a été choisi comme plan horizontal de référence par les radiologues médicaux parce qu’il est plus facile à repérer sur le vivant que le plan de Francfort des anthropologues. Il correspond à une position de la tête plus fléchie que ce dernier, avec lequel il fait un angle de 10 à 15°.
Au Canada on parle plutôt de ligne de base radiologique ou ligne cantho-méatale ou ligne orbito-méatale pour définir la ligne qui sert de référence à l’établissement du plan.